# Лінден Піндлінг
Сер Лінден Оскар Піндлінг (22 березня 1930 — 26 серпня 2000) — відомий як «Батько Нації» Багамських Островів. Він став першим темношкірим прем'єр-міністром колонії Багамських Островів (1967–1969), а також прем'єр-міністр Багамських Островів у 1969–1992 роках. Лідер Прогресивної ліберальної партії (ПЛП) у 1965–1997 роках.
Піндлінг безперервно вигравав усі загальні вибори до 1992 року, коли ПЛП поступилась Вільному національному руху, який очолював Г'юберт Інгрем.
Лінден Піндлінг був членом Таємної ради Її Великчності, королева Єлизавета II посвятила його в лицарі 1983 року.

## Ранні роки
Піндлінг народився 22 березня 1930 року в родині Арнольда та Віоли Піндлінгів у Нассау. Його батько був родом з Ямайки, але у ранньому віці емігрував на Багами, де вступив на службу до поліції. Лінден навчався у престижній школі в Нассау (1943–1946). Після досягнення 16-річного віку він розпочав працювати молодшим клерком на пошті, де працював, доки не вирушив доЛондона для вивчення права. 1952 року він здобув ступінь бакалавра права, закінчивши навчання в Лондонському університеті. Невдовзі після цього він повернувся на батьківщину.

## Політична кар'єра
Наприкінці 1953 року Піндлінг приєднався до новоствореної Прогресивної ліберальної партії (ПЛП) як юрисконсульт. 1956 він став лідером парламентської фракції ПЛП та лідером партії де-факто після нищівної поразки Генрі Тейлора на загальних виборах того ж року. Невдовзі його було обрано на пост лідера партії офіційно.
5 травня 1956 року Піндлінг одружився з Маргарет МакКензі. Наступного місяця він здобув перемогу на загальних виборах. Після цього він послідовно здобув перемоги на виборах до парламенту 1962, 1967, 1972, 1977, 1982, 1987, 1992 та 1997 років.
10 січня 1967 року на чергових загальних виборах ПЛП та урядова Об'єднана багамська партія (на чолі з сером Роландом Симонеттом) здобули по 18 місць у парламенті. Рендол Фоукс (лейборист) вирішив приєднатись до фракції ПЛП в парламенті, а Елвін Брейнен, незалежний член парламенту, став його спікером. Це дозволило Піндлінгу сформувати власний уряд (він став першим темношкірим прем'єром в історії Багамських Островів).
Вважається, що Піндлінг привів багамців до незалежності від Великої Британії, її було проголошено 10 липня 1973 року. Він вважається найвидатнішим політичним діячем на Багамських Островах, йому приписують значні соціальні зміни, заходи щодо зміцнення демократії. Він став автором системи національного страхування, за його врядування було створено Королівські Багамські сили оборони.

## Звинувачення в корупції
1983 року на каналі NBC у США вийшов репортаж тележурналіста Брайана Росса під назвою «Багами — нація для продажу». У сюжеті стверджувалось, що Піндлінг та його уряд приймають хабарі від колумбійських наркоторговців в обмін на дозвіл для використання Багамських Островів як перевалочного пункту на шляху постачання кокаїну до Сполучених Штатів.
Ватажок контрабандистів заявив перед колумбійськими ЗМІ тим, що йому вдалось знайти безпечну базу для постачання важких наркотиків до США шляхом хабарів Піндлінгу та членам правлячої Прогресивної ліберальної партії. Однак Піндлінг рішуче відкинув ці звинувачення та зробив обурливу заяву в ефірі NBC, щоб заперечити цей факт. Однак, громадські протести призвели до того, що 1984 року було створено спеціальну слідчу комісію для розслідування фактів корупції у владі та з'ясування правдивості заяв обох сторін конфлікту.
Перерахунок особистих прибутків Піндлінга показав, що загальна сума коштів на його рахунках у вісім разів перевищує його сукупний задекларований прибуток за термін з 1977 до 1984 року.
Незважаючи на скандал, ці події не мали сильного впливу на популярність Піндлінга серед виборців, і він виграв чергові загальні вибори 1987 року.
Тим не менше, у 1992 році опозиційний Вільний національний рух зміг-таки вирвати перемогу на загальних виборах.

## Спадщина
У 1997 року Вільний національний рух знову здобув перемогу на виборах і Піндлінг після цього залишив політику. Його замінив Перрі Крісті. За три роки, 26 серпня 2000 року, Піндлінг помер після тривалої хвороби (рак простати). Його було поховано 4 вересня 2000 року за державний кошт. Донині Піндлінга вважають найвидатнішим багамським політиком, хоч і існує думка, що він заплямував свою репутацію подіями 1980-х років. 2006 року Міжнародний аеропорт Нассау було перейменовано на 'Міжнародний аеропорт Ліндена Піндлінга'.